# Sandager Dys
Der Sandager Dys ist eine megalithische Grabanlage der jungsteinzeitlichen Nordgruppe der Trichterbecherkultur im Kirchspiel Ferslev in der dänischen Kommune Frederikssund.

## Lage
Das Grab liegt nordöstlich von Strandgården auf einem Feld. In der näheren Umgebung gibt bzw. gab es zahlreiche weitere Megalithanlagen.

## Forschungsgeschichte
Die Anlage wurde 1809 unter Schutz gestellt. In den Jahren 1873 und 1942 führten Mitarbeiter des Dänischen Nationalmuseums Dokumentationen der Fundstelle durch. Eine weitere Dokumentation erfolgte 1989 durch Mitarbeiter der Forst- und Naturbehörde.

## Beschreibung
Die Anlage besitzt eine runde Hügelschüttung mit einem Durchmesser von 10 m und einer Höhe von 1,5 m. Eine steinerne Umfassung ist nicht zu erkennen. Die  Grabkammer ist als länglicher Polygonaldolmen anzusprechen. Die Kammer ist nordost-südwestlich orientiert. Sie hat eine Länge von 1,8 m, eine Breite von 1,2 m und eine Höhe von 1,2 m. Sie besteht aus fünf Wandsteinen, die nach innen geneigt sind und innen glatte Flächen aufweisen. Auf den Wandsteinen ruht ein einzelner großer Deckstein. An der Südostseite befindet sich der Zugang zur Kammer. Ihm ist ein Gang mit einem Wandsteinpaar vorgelagert. Der Gang hat eine Länge von 0,7 m, eine Breite von 0,7 m und eine Höhe von 0,6 m.